# Sárga regények
A Sárga regények sorozat – Magyar szerzők filléres regényei 1921-1944 a budapesti Idegenforgalmi Propaganda és Kiadó Vállalat 1987–1989 között kiadott öt kötetes válogatása a magyar ponyvairodalom fénykorának nevezett időszakban megjelent művekből (ISSN: 0238-2636).
Az öt kötet tematikusan tartalmazza a kiválasztott légiós, vadnyugati, bűnügyi, kém és rémtörténeteket. (Összesen harmincnyolcat.)
A  sorozat szerkesztője Rapcsányi László és Moldován Tamás volt. A könyveket az Alföldi Nyomda nyomtatta.

## Jellemzői
A kötetek puhafedeles ragasztott kötésben jelentek meg 22 cm x 13 cm méretben. A borítójuk Szabó Árpád munkája. A rajzok stílusa követi a XX. századi ponyvaregény illusztrátorainak legjobbjaiét. A címfeliratok betűtípusa is illeszkedik az adott kötet témájához. A borítókon megjelenik a sorozat emblémája a sorozat nevével és a kötet sorszámával.

## A szerzők
A szerzők a korszak legnevesebb ponyvaírói, akik közül többen különféle más kalandregénysorozatoknak is írtak. Rejtő Jenő, Erdődy János, Leleszy Béla, Barsi Ödön, Nagy Károly és mások.
A szerzők között feltűnik Sándor Pál filozófus neve aki Sáfáry Ferenc álnéven írt kémregényt.

## A sorozat kötetei
A kötetek Rapcsányi László sorozat szerkesztő bevezetőjével kezdődnek és egy-egy irodalmárnak vagy egykori szerzőnek a korról szóló írásával fejeződnek be.
1. Járőr a Szaharában és más légiós történetek (1987, ISBN 963-316-119-3, 321 oldal)
- (Erdődy János) Alec Forest: A gárda meghal
- Barsi Ödön: Számum
- (Nagy Károly) Charles Lorre: Sivatagi őrjárat
- (Nagy Károly) Charles Lorre: Csempészháború
- (Nagy Károly) Lorre regénye: Az elátkozott erőd
- Rejtő Jenő: Trópusi pokol
- Rejtő Jenő: Járőr a Szaharában

2. Az arizonai farkas és más vadnyugati történetek (1988, ISBN 963-316-230-0, 383 oldal)
- Forró Pál: Gyilkosság a Youkon mellett
- (Pálmay Zoltán) Z. P. May: A halálfejű cowboy
- Leleszy Béla: Vérbosszú
- Collin Clyde: Jerry rajtuk üt
- (Hamvas H. Sándor) Alex H. Ash: Az arizonai farkas
- Nemes György: A bumerángos bandita
- (György László) D. Crabbe:  Gyilkosság Flatford Millben
- (Ritter Aladár) R. Itter: Nyakigláb Tom

3. A fehér démon és más bűnügyi történetek (1989, ISBN 963-316-244-0, 414 oldal)
- (Barsi Ödön) E. Girdo: A kőkoporsó titka
- Palásti László: Gyilkosság a műtőben
- Vécsey Leó: Piros hetes
- Tabi László: Négy hét a világ!
- Havas Zsigmond: A fehér titok
- Gaál György Sándor: Véres fogadás
- Juhász Lajos: A piros vonal
- Fehér Tibor: A tizenhat arcú bálványszobor
- (Magyar Tibor) M. T. West: A fej nélküli halott
- Erdődy János: A fehér démon
- Erdődy János: Mindenki gyanús

4. Hongkongi kémháború és más kémtörténetek (1989, ISBN 963-316-268-8, 301 oldal)
- (Erdődy János) R. Fowler: Az emberarcú sakál
- Moly Tamás: Egy kém elindul
- Moly Tamás: A kém megérkezik
- Lestyán Sándor: Halálfejes pillangó
- Nagy Dániel: Kínai kémnő
- (Sándor Pál) Sáfáry Ferenc: 7-es erőd foglya
- Leleszy Béla: Hongkongi kémháború

5. A fekete kastély rejtélye és más kémtörténetek (1989, ISBN 963-316-269-6, 252 oldal)
- Szánthó Dénes: Gyilkosság a ködben
- (Barsi Ödön) C. Green: A sátán bábszínháza
- Havas Zsigmond: A fekete kastély rejtélye
- György László: A Larriman találmány
- Magyar Tibor: A Sanghaji titok

## Eredeti kiadások
- (Erdődy János) Alec Forest: A gárda meghal, Szivárvány sorozat, Hellas Nyomda, Budapest, 1937[3]
- Barsi Ödön: Számum, Érdekes regények – Röptében a világ körül, Magyar Népművelők Társasága, Budapest, 1941
- (Nagy Károly) Charles Lorre: Sivatagi őrjárat, Közművelődési, Budapest, 1940
- (Nagy Károly) Charles Lorre: Csempészháború, Kaland Könyvkiadó, Budapest, 1942
- (Nagy Károly) Charles Lorre: Az elátkozott erőd, Közművelődési Könyv- és Hírlapterjesztő Kft., 1940, vitéz Rozs Kálmán, 1943
- Rejtő Jenő: Trópusi pokol, Világvárosi Regények 401., Literária, Budapest, 1937, EK, HK
- Rejtő Jenő: Járőr a Szaharában, Világvárosi Regények 777., Literária, Budapest, 1940, EK, HK

- Forró Pál: Gyilkosság a Youkon mellett, Világvárosi Regények 170., Literária, Budapest, 1935,  EK)
- (Pálmay Zoltán) Z. P. May: A halálfejű cowboy (?)
- Leleszy Béla: Vérbosszú,[4] Világvárosi Regények 537., Literária, Budapest, 1938
- Collin Clyde: Jerry rajtuk üt, Új Élet regénytár 204., Budapest, 1941
- (Hamvas H. Sándor) Alex H. Ash: Az arizónai farkas, Budapest, 1939
- Nemes György: A bumerángos bandita, Budapest, 1940
- (György László) D. Crabbe: Gyilkosság Flatford Millben, Pesti Hírlap könyvek 651., Légrády Testvérek, Budapest, 1940
- (Ritter Aladár) R. Itter: Nyakigláb Tom, Központi Könyvkiadó, Budapest, 1940

- (Barsi Ödön) E. Girdo:[5] A kőkoporsó titka, Kalandos tarka regény, 1941
- Palásti László: Gyilkosság a műtőben, Szivárvány sorozat, Hellas Nyomda, Budapest, 1937
- Vécsey Leó: A Piros Hetes, Friss Újság Színes Regénytára 46., Általános Nyomda, Könyv- és Lapkiadó Rt., Budapest, 1936
- Tabi László: Négy hét a világ, Világvárosi Regények 403., Literária, Budapest, 1937
- Havas Zsigmond: A fehér titok, Kaland Könyvkiadó, Budapest, 1942
- Gaál György Sándor: Véres fogadás, Szivárvány sorozat, Hellas Nyomda, Budapest, 1935
- Juhász Lajos: A piros vonal, Világvárosi Regények 162., Literária, Budapest, 1935, EK
- Fehér Tibor: A tizenhat arcú bálványszobor, Érdekes regények – Röptében a világ körül, Magyar Népművelők Társasága, Budapest, 1942
- (Magyar Tibor) M. T. West: A fejnélküli halott, Szivárvány sorozat 16., Hellas Nyomda, Budapest, 1935
- Erdődy János: A fehér démon, 1939
- Erdődy János: Mindenki gyanús..., 1936

- (Erdődy János) R. Fowler: Az emberarcú sakál, Tarka regénytár III/47., Stádium Ny., Budapest, 1937
- Moly Tamás: Egy kém elindul, Világvárosi Regények 664., Literária, Budapest, 1939
- Moly Tamás: A kém megérkezik, Világvárosi Regények 667., Literária, Budapest, 1939
- Lestyán Sándor: Halálfejes pillangó, Friss Újság Színes Regénytára 4., Általános Nyomda, Könyv- és Lapkiadó Rt., Budapest, 1935
- Nagy Dániel: Kínai kémnő, Budapest, 1940
- (Sándor Pál) Sáfáry Ferenc: 7-es erőd foglya, 1939
- Leleszy Béla: Hongkongi kémháború, Új Élet regénytár 78., Központi Sajtóvállalat Kiadó, Budapest, 1938

- Szánthó Dénes: Gyilkosság a ködben, Hellas, Budapest, 1938
- (Barsi Ödön) C. Green: A sátán bábszínháza, Stádium Nyomda, 1936
- Havas Zsigmond: A fekete kastély rejtélye, Friss Újság Színes Regénytára 60., 1937
- György László: A Larriman találmány, Friss Újság Színes Regénytára 20., Általános Nyomda, Könyv- és Lapkiadó Rt., Budapest, 1935
- Magyar Tibor: A Sanghai-i titok, Szivárvány sorozat, Hellas Nyomda, Budapest, 1936